# Roschertal

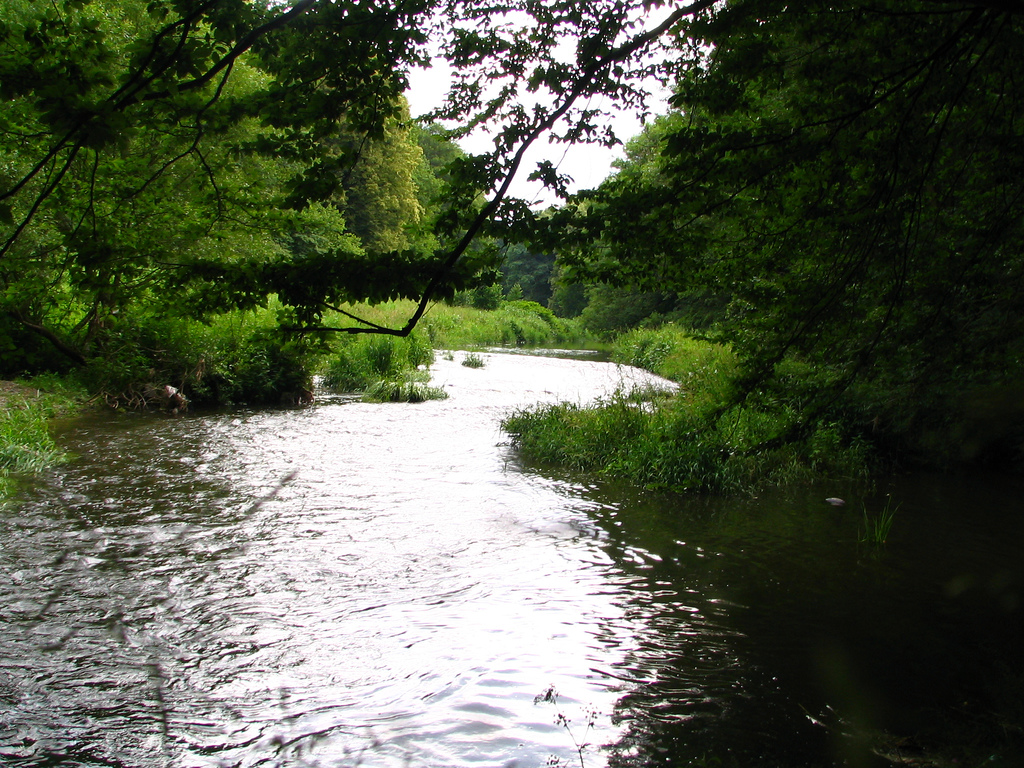
Lauf der Mandau im Roschertal

Das Roschertal ist ein knapp ein Kilometer langer bewaldeter Abschnitt des Mandautales in der Oberlausitz. Es liegt zwischen den Dörfern Hainewalde und Scheibe und erstreckt sich entlang des Flusses Mandau.
Im Bereich des Roschertales hat die Mandau ein Durchbruchstal geschaffen, das von 50 bis 60 Meter hohen bewaldeten Hängen flankiert wird. Das Tal durchbricht sowohl die Basaltdecke als auch die darunterliegende tertiäre Tuffschicht. Während auf der Ebene der Basalttuffe weniger steile Terrassenflächen ausgebildet wurden, treten im Bereich des Basaltes weitaus steilere blockbestreute Talhänge auf. Im Wesentlichen ist das Roschertal symmetrisch angelegt mit Terrassenstufen in rund 285 m, 315 m und 360 m ü. NN.
Im Flussbett der Mandau lassen sich Basaltblöcke, aber auch völlig abgerollte Sandsteine aus dem Zittauer Gebirge und Phonolithgerölle aus dem Oberlauf der Mandau finden. Vereinzelt sind auch Feuersteine und einige nordische Granite darunter.
Vor allem der starken Hangneigung ist es zuzuschreiben, dass der artenreiche Laubmischwald der landwirtschaftlichen Nutzung entging. Die potenzielle natürliche Vegetation der Hänge würde großenteils aus einem typischen Waldmeister-Buchenwald bestehen, die vereinzelt noch zu finden ist. An den Unterhängen des Tales ist auf Grund mächtiger Staublehmauflagen und günstiger Bodenwasserversorgung Stieleichen-Hainbuchen-Wald sehr gut ausgebildet.

## Schutzgebiet
Es gehörte ehemals zum Landschaftsschutzgebiet "Scheibeberg und Roschertal", 2005 wurde es in das Landschaftsschutzgebiet Mandautal integriert. Das Gebiet gehört ebenfalls zum gleichnamigen FFH-Gebiet „Mandautal“. Im Roschertal lassen sich die FFH-Lebensraumtypen 9180 – Schlucht- und Hangmischwälder, 9130 – Waldmeister-Buchenwälder, 9170 – Labkraut-Eichen-Hainbuchenwälder, 6510 – Flachland-Mähwiesen sowie 3260 – Fließgewässer mit Unterwasservegetation finden. Als FFH-Anhang II-Art kommt das Große Mausohr (Myotis myotis) im Gebiet vor. Zwei Flächennaturdenkmale (FND) befinden sich im Roschertal, das FND „Waldfläche im Roschertal“ und das FND „Waldstück im Roschertal“.

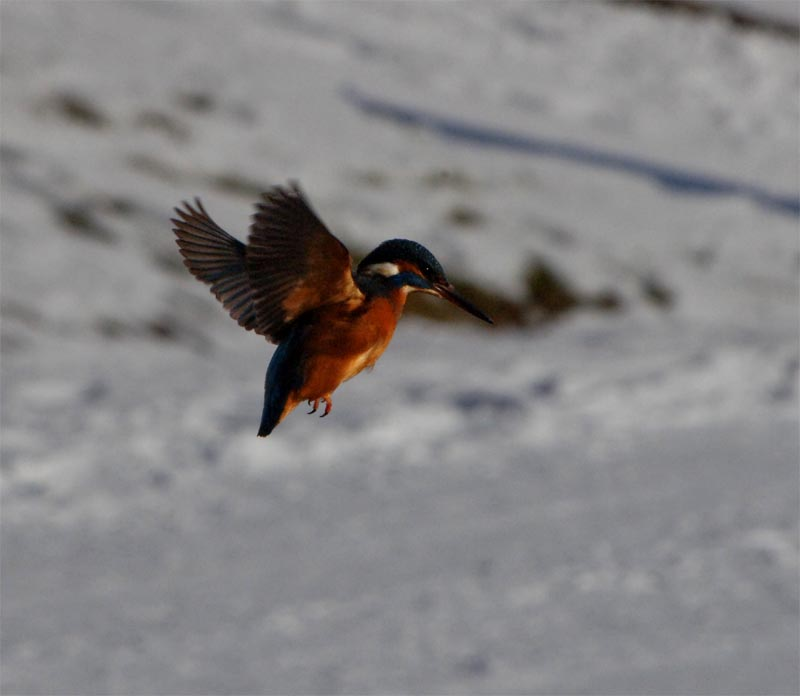
Eisvogel

## Erschließung
Am Ufer der Mandau führt ein Weg durch weitgehend unberührte Natur, in der auch Graureiher und der Eisvogel, seltene Pflanzenarten, u. a. Farne vorkommen.
Ungefähr in der Mitte zwischen den Dörfern befindet sich eine Schutzhütte.
Eine im Jahr 2000 geplante Verlegung der Abwasserleitung von Hainewalde wurde durch den Bau einer Pumpstation oberhalb des Roschertals verhindert, die Abwasserleitung wurde in der Folge entlang der Kreisstraße zwischen den Orten verlegt.